# Avholm

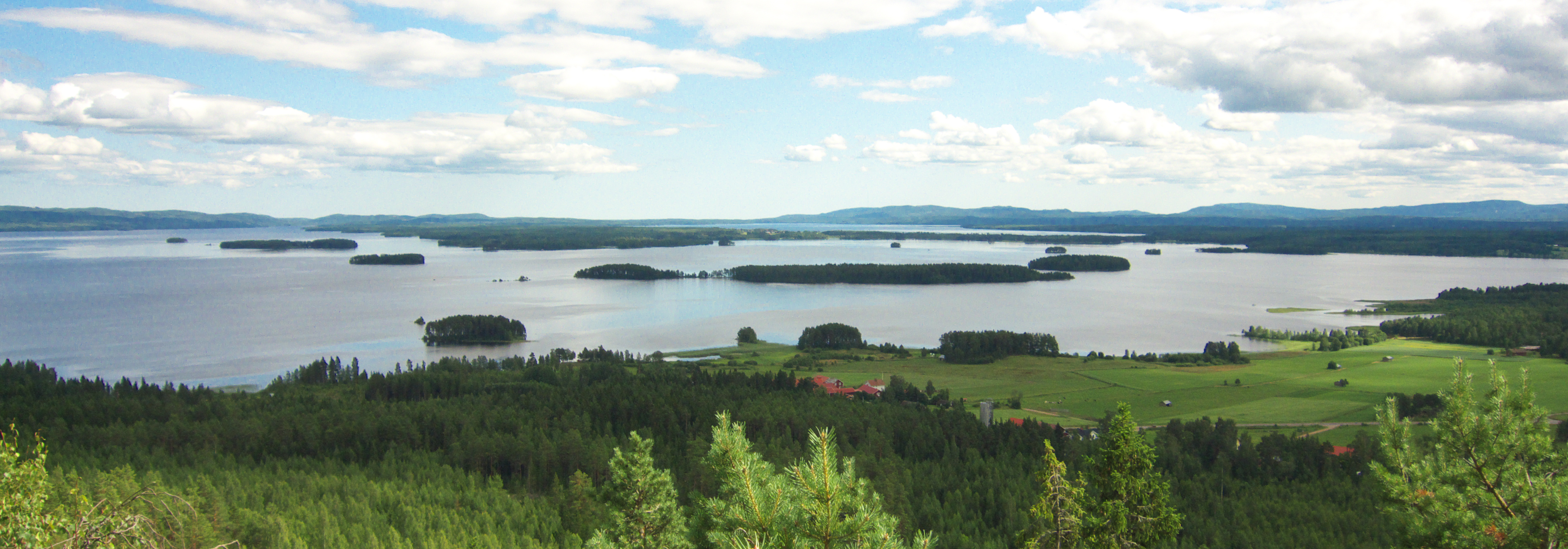
Vy över Norra Dellen från Avholmsberget

Avholm är en by i Bjuråkers socken i Hudiksvalls kommun, Hälsingland.
En restaurang är belägen på Avholmsberget med utsikt över Dellensjöarna och dess omgivningar.